# George Orwell
George Orwell (eredeti neve: Eric Arthur Blair) (Motihari, Bihár, India, 1903. június 25. – London, 1950. január 21.) angol író, kritikus, újságíró.

## Élete
Apja az indiai Polgári Szolgálat tisztviselője volt. Blair 1911-ben anyjával és nővérével Angliába költözött, hogy tanulmányait ott kezdhesse meg. Tizennyolc éves korában a híres Eton kollégiumban végezte a középiskolát – halovány eredménnyel ugyan, de első írásai már az iskolai lapban megjelentek.
Mivel nem sikerült egyetemi ösztöndíjat szereznie, visszatért Indiába, ahol öt évet szolgált helyettes felügyelőként a burmai rendőrségnél. Amikor 1927-ben eltávozásra hazatért, beadta felmondását – az angol gyarmati politikával való egyet nem értés is szerepet játszott elhatározásában. A következő néhány évet a párizsi és londoni szegényebb rétegek között töltötte, csavargókkal, koldusokkal barátkozott, és mindenféle alkalmi munkákat vállalt. Már ekkor tüdőbántalmak kínozták, és párizsi kórházi tartózkodásáról be is számolt egy elbeszélésében, ennek ellenére erős dohányos maradt. Erről az időszakáról 1933-ban kiadott egy életből vett beszámolót George Orwell néven "Down and Out in Paris and London" (Csavargóként Párizsban, Londonban) címmel. Írói vezetékneveként egy lakhelyéhez közeli folyó nevét választotta.
Bár regényei elismerést hoztak számára, írásaiból megélni nem tudott, ezért tanított, recenziókat írt és egy könyvesboltban dolgozott. 1936-ban feleségül vette Eileen O'Shaughnessyt. Az év végén Barcelonába utazott, hogy a spanyol polgárháborúról tudósítson. A brit Független Munkáspárt ajánlólevele juttatta be a marxista POUM-hoz, ahol aztán fegyvert ragadott.
A POUM milíciában az aragóniai fronton harcolt, ahol egy fasiszta orvlövész megsebesítette a nyakán.
Erről az élményéről rövid esszét is írt Wounded by a Fascist Sniper, near Huesca címmel.
Visszaszállították a hátországba, de amíg lábadozott, kitörtek a barcelonai harcok, amelyekben részt vett.
1937 közepére a spanyol kommunisták megkezdték leszámolásukat a POUM-mal, ezért Orwell és felesége kimenekültek az országból.
Orwell baloldali nézeteit a spanyol polgárháború kitörése – ha lehet – még jobban megerősítette. Ám miután az NKVD irányítása alatt álló kommunisták több harcostársát megölték, illetve börtönbe vetették, olthatatlan ellenszenv és bizalmatlanság támadt benne a kommunistákkal és a sztálinista Szovjetunióval szemben. Szinte élete végéig tartott attól, hogy Trockijhoz hasonlóan egy szovjet merénylet áldozatává válik. Spanyolországból feleségével Franciaországba menekült. 1938-ban jelent meg a spanyolországi élményeiből táplálkozó Hódolat Katalóniának című könyve.
Mivel saját gyermekük nem lehetett, egy Richard nevű kisfiút adoptáltak. Orwell 1938-ban TBC-s lett. 1941-től a BBC-nél dolgozott és a második világháború idején a Home Guardban (honvédelmi polgári testület) teljesített szolgálatot. 1943–44-ben írta meg a Szovjetunió és a kommunista ideológia maró szatíráját nyújtó Állatfarmot, mely a háború idején – mivel a Szovjetunió Nagy-Britannia szövetségese volt – nem jelenhetett meg. Felesége halála után a skót partok közelében levő Jura szigetén telepedett le. Itt írta meg híres regényét, az 1984-et, amelyben egy civilizációt leigázó, fokozatosan bürokratizálódó, végletesen totalitárius rendszer képét vetítette elő. A könyvet 1949-ben adták ki.
Orwell alig néhány hónappal élte túl főműve megjelenését: 1950. január 21-én halt meg tüdőtuberkulózisban.

## Könyvei
- Csavargóként Párizsban, Londonban (Down and Out in Paris and London) (1933)
- Tragédia Burmában (Burmese Days) (1934)
- A lelkész lánya (A Clergyman's Daughter) (1935)
- A fikusz és az Antikrisztus (Keep the Aspidistra Flying) (1936)
- A wigani móló (The Road to Wigan Pier) (1937)
- Hódolat Katalóniának (Homage to Catalonia) (1938)
- Légszomj (Coming Up for Air) (1939)
- Állatfarm (Animal Farm) (1945)
- 1984 (Nineteen Eighty-Four) (1949)
- Háborús napló
- Rádiós jegyzetek / Londoni levelek

## Magyarul
- Tragédia Burmában. Regény; ford. Máthé Elek; Káldor, Budapest, 1948
- Ezerkilencszáznyolcvannégy; ford. Antal György; „Magyar Október” Szabadsajtó, Budapest, 1984
- Állati gazdaság; AB Független, Budapest, 1984
- Állati gazdaság; bev. Györgyey Klára; AB Független Kiadó–Frame, Budapest–Chicago, 1985 (Szivárvány könyvek)
- Állati gazdaság; ford. Zuz Tamás;[1] 2. jav. kiad.; I.U.S., Párizs, 1985 (I.U.S.: Az Irodalmi Újság sorozata)
- Hódolat Katalóniának; AB Független, Budapest, 1986
- 1984. Regény; ford. Szíjgyártó László, sajtó alá rend. Osztovits Levente; Forum, Újvidék, 1986
- Esszék; AB Független, Budapest, 1988
- 1984; ford. Szíjgyártó László, utószó Sükösd Mihály; Európa, Budapest, 1989
- Hódolat Katalóniának; ford. Betlen János, Tóth László; Interart, Budapest, 1989 (Visszatérés...)
- Állatfarm. Tündérmese; ford. Szíjgyártó László; Európa, Budapest, 1989
- Az irodalom fölszámolása. Válogatott esszék; vál. Takács Ferenc, ford. Bérczes Tibor et al.; Európa, Budapest, 1990
- Burmai napok; ford. Máthé Elek; Terebess, Budapest, 1998
- Az oroszlán és az egyszarvú. Esszék, tanulmányok, publicisztikák, 1-2.; ford. Algol László et al.; Cartaphilus, Budapest, 2000
- Csavargóként Párizsban, Londonban; ford. Kőrös László, utószó Nóvé Béla; Cartaphilus, Budapest, 2001
- A wigani móló; ford. Lázár A. Péter; Cartaphilus, Budapest, 2001
- Háborús napló; ford. Tóth Dániel; Cartaphilus, Budapest, 2002
- Légszomj; ford. Papolczy Péter; Európa, Budapest, 2003
- Rádiós jegyzetek; Cartaphilus, Budapest, 2003
- A lelkész lánya; ford. Pásztor Péter; Cartaphilus–Merhavia, Budapest, 2004
- A fikusz és az Antikrisztus; ford. Lázár Júlia, Cartaphilus, Budapest, 2005
- Tragédia Burmában; ford. Lázár Júlia; Cartaphilus, Budapest, 2006
- Állatfarm; ford. M. Nagy Miklós, versford. Elekes Dóra; Helikon, Budapest, 2021
- Állatfarm. Tündérmese; ford. Stier Ágnes; Lazi, Szeged, 2021
- 1984; ford. Stier Ágnes; Lazi, Szeged, 2021
- A Nagy Testvér figyel. George Orwell füveskönyve; vál., szerk., utószó Praznovszky Mihály; Lazi, Szeged, 2021
- 1984; ford. Lukács Laura; Scolar, Bp., 2022
- Miért írok? Írások politikáról, társadalomról; ford. Szatmári Zsófia; Open Books, Bp., 2022 (Bázis könyvek)

### Képregény
- 1984; szöveg George Orwell nyomán, rajz. Fido Nesti, ford. Szíjgyártó László; Helikon, Budapest, 2020